# Ghantasala (mandal)
Ghantasala là một trong 40 mandal thuộc huyện Krishna, bang Andhra Pradesh.